# Phyllonorycter maculata
Phyllonorycter maculata là một loài bướm đêm thuộc họ Gracillariidae. Loài này có ở Nhật Bản (Hokkaidō, Honshū).
Sải cánh dài khoảng 5.5 mm.
Ấu trùng ăn Alnus hirsuta và Alnus matsumurae. Chúng ăn lá nơi chúng làm tổ.